# Camelle
Camelle ist ein Fischerdorf an der Costa da Morte im Norden Galiciens.

## Geografische Lage
Camelle liegt zwischen der Bucht von Traba, die zu Laxe gehört, und Camariñas in einer schmalen Bucht an der Mündung des Baches Rego de Camelle. Im Innern der Buch, an der Bachmündung, liegt ein kleiner Sandstrand. Die Bucht ist an der westlichen Seite durch eine Pier geschützt; hinter ihr liegen die Boote der Bewohner.
Camelle gehört als Parroquia zur Gemeinde Camariñas; sie liegt am östlichen Ende von deren Gemeindegebiet. Neben Camelle selbst gehören noch die Ansiedlungen Arou, Camelle de Arriba und Lazo zur Parroquia.

## Museo do Alemán

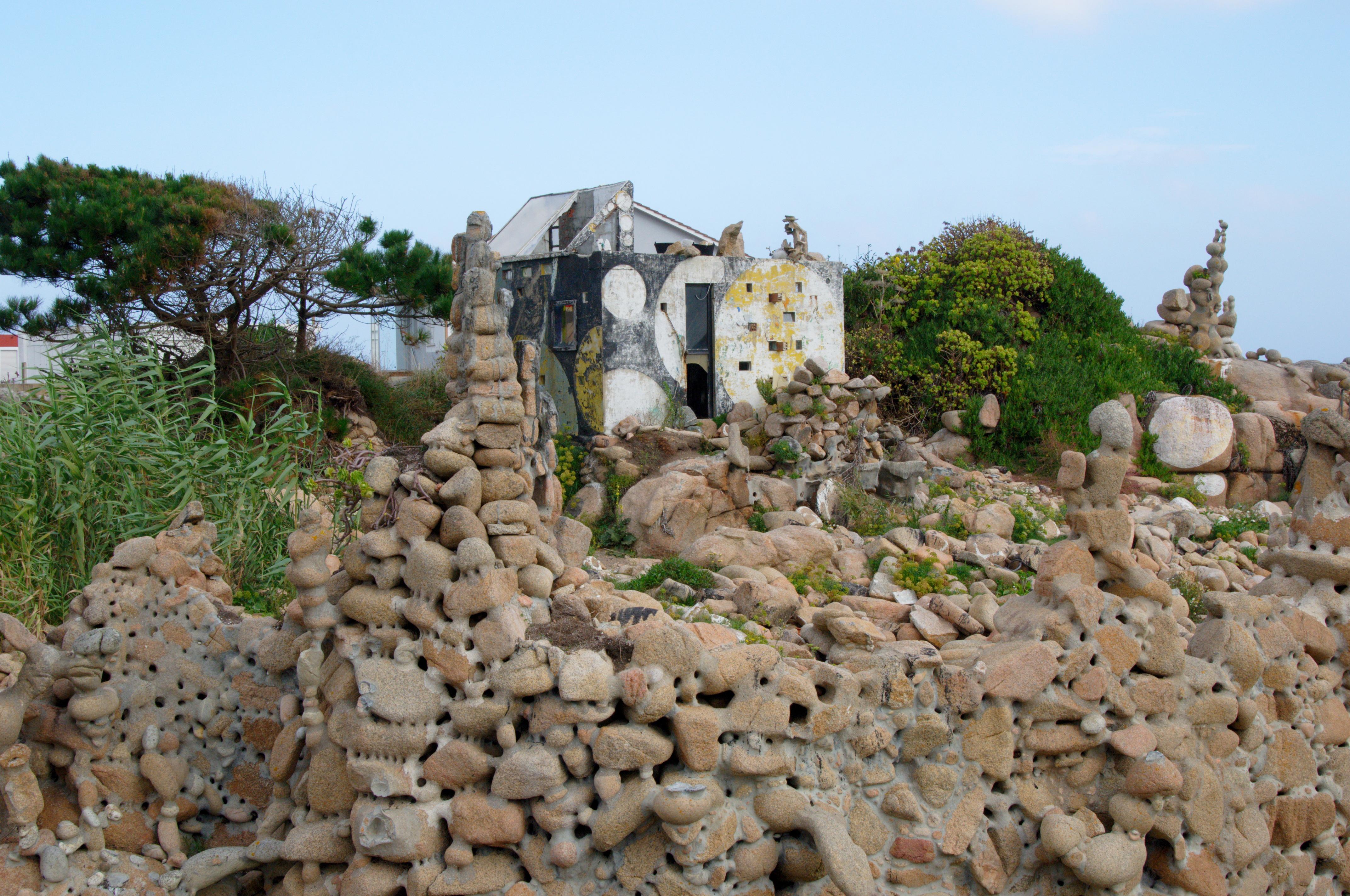
Museo do Alemán

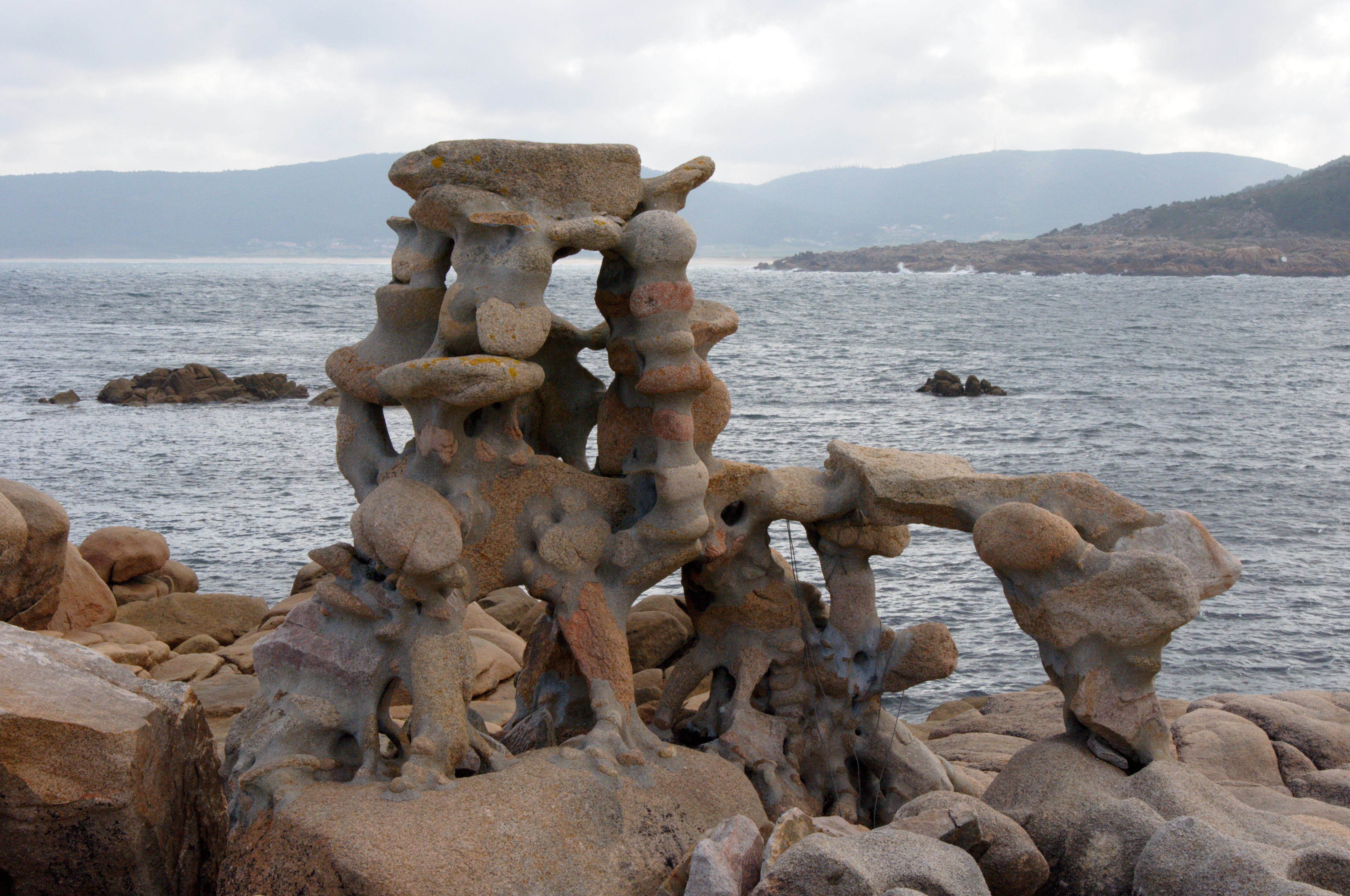
Skulptur am Pier

Am Anfang des Hafenpiers von Camelle liegt das Museo do Alemán. Man darf das Gelände nicht betreten, kann aber vom Weg aus viele der Skulpturen sehen, die Manfred Gnädinger aus Steinen und Felsbrocken und etwas Zement formte. Einige der Skulpturen sind von Verwitterung und Brandung mitgenommen; dem Verfall anheimgegeben ist das kleine bunte Haus von Man – so nannten und nennen die Einheimischen Manfred Gnädinger. Etliche der Skulpturen sind aber noch gut erhalten; manche davon erinnern an die Tropfburgen, die Kinder am Strand aus nassem Sand bauen.
(Stand 2014)